# ME SO SHE LOOSE
『ME SO SHE LOOSE』は、味噌汁'sが2014年5月28日にEMI Recordsからリリースした1作目のフルアルバム。

## 概要
RADWIMPSと関係が深い事で知られている味噌汁'sのメジャーデビューアルバム。以前RADWIMPSのライブで披露され、シングルのカップリングにも収録されていた「ジェニファー山田さん」「にっぽんぽん」などを収録。(「ジェニファー山田さん」はアルバムバージョン)

## 収録曲
全作詞・作曲：ジョン次郎 / 編曲：味噌汁’s
1. OKAN GOMEN
  - TVアニメ『マジンボーン』第1期エンディングテーマ。
2. にっぽんぽん
  - RADWIMPSのシングル『五月の蝿/ラストバージン』収録曲。アルバム用に冒頭のメンバー同士での掛け声がカットされている。
  - 2013年の「RADWIMPS 野外LIVE 2013 青とメメメ」に出演した際に初披露された。
3. TENDON
  - ライブ音源が使用されているミュージックビデオがYouTubeにて公開されている。
4. 友達の友達
5. お年玉〜TOUDAIMOTOKURASHI〜
  - ミュージックビデオがYouTubeにて公開されている。
6. ふうてん
7. ジェニファー山田さん
  - RADWIMPSのシングル『有心論』収録曲のアルバムバージョン。歌詞の「小泉首相」の部分に掛けられていたピー音がなくなり、冒頭の「あはん」がライブで披露されていた「ヒャッホー!!」になった。
8. HENJIN2
9. B.Q.B.
10. 神様の鼻笑い
11. HENJIN
12. 柿ピー
13. ミソシレ
14. ジェニファー山田さん (piano ver.) 
  - 「ジェニファー山田さん」のピアノバージョン。